# Sterksel
Sterksel est un village situé dans la commune néerlandaise de Heeze-Leende, dans la province du Brabant-Septentrional. Le 1er janvier 2007, le village comptait 1 320 habitants.
Sterksel est situé sur le Sterkselse Aa.

## Histoire
Sterksel a successivement fait partie des communes de Soerendonk en Sterksel (jusqu'en 1821), Soerendonk, Sterksel en Gastel (jusqu'en 1925) et Maarheeze (jusqu'en 1997). Depuis 1997, le village fait partie de Heeze-Leende.

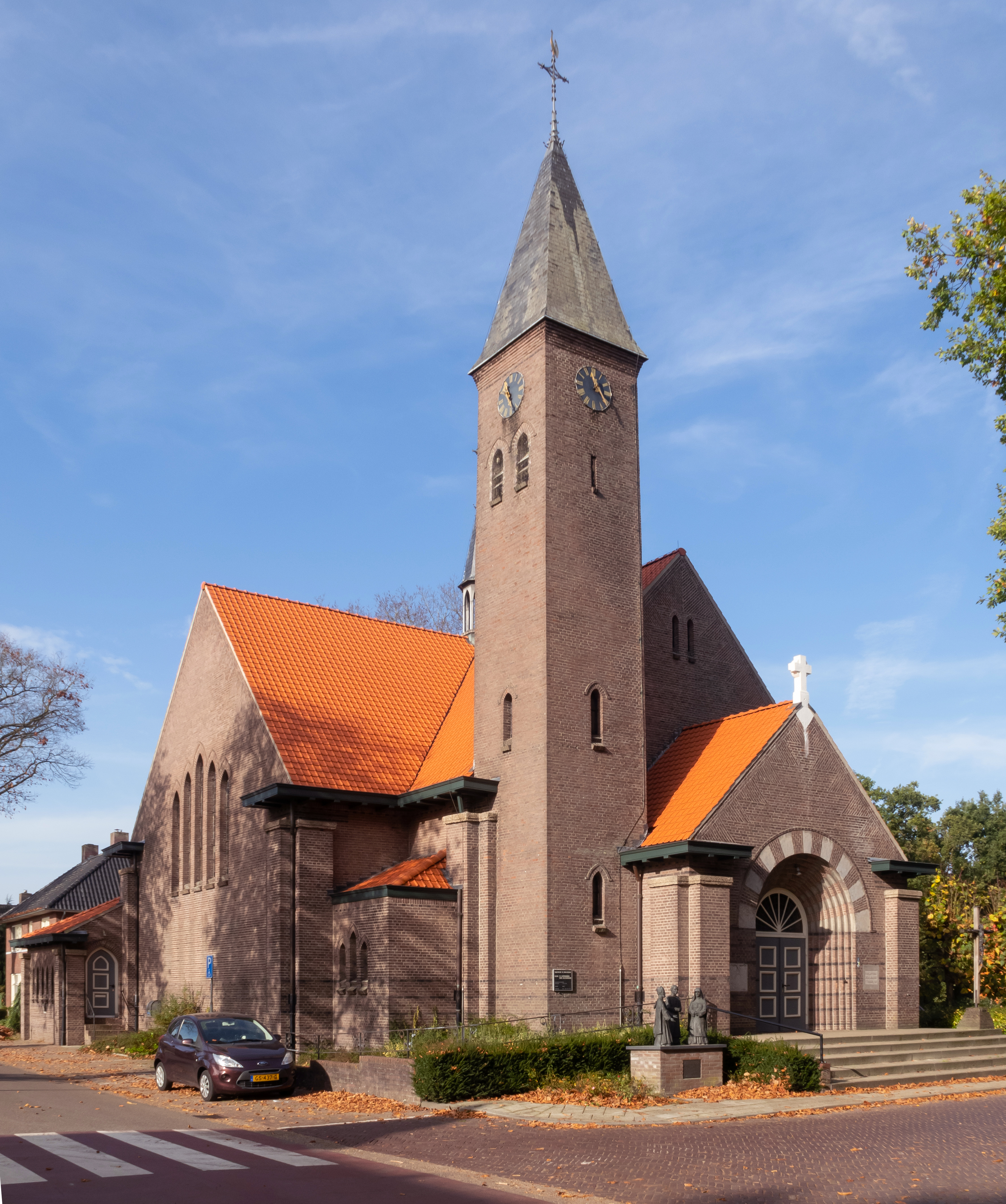
L'église : la Sint-Catharinakerk